# 杭州地铁9号线

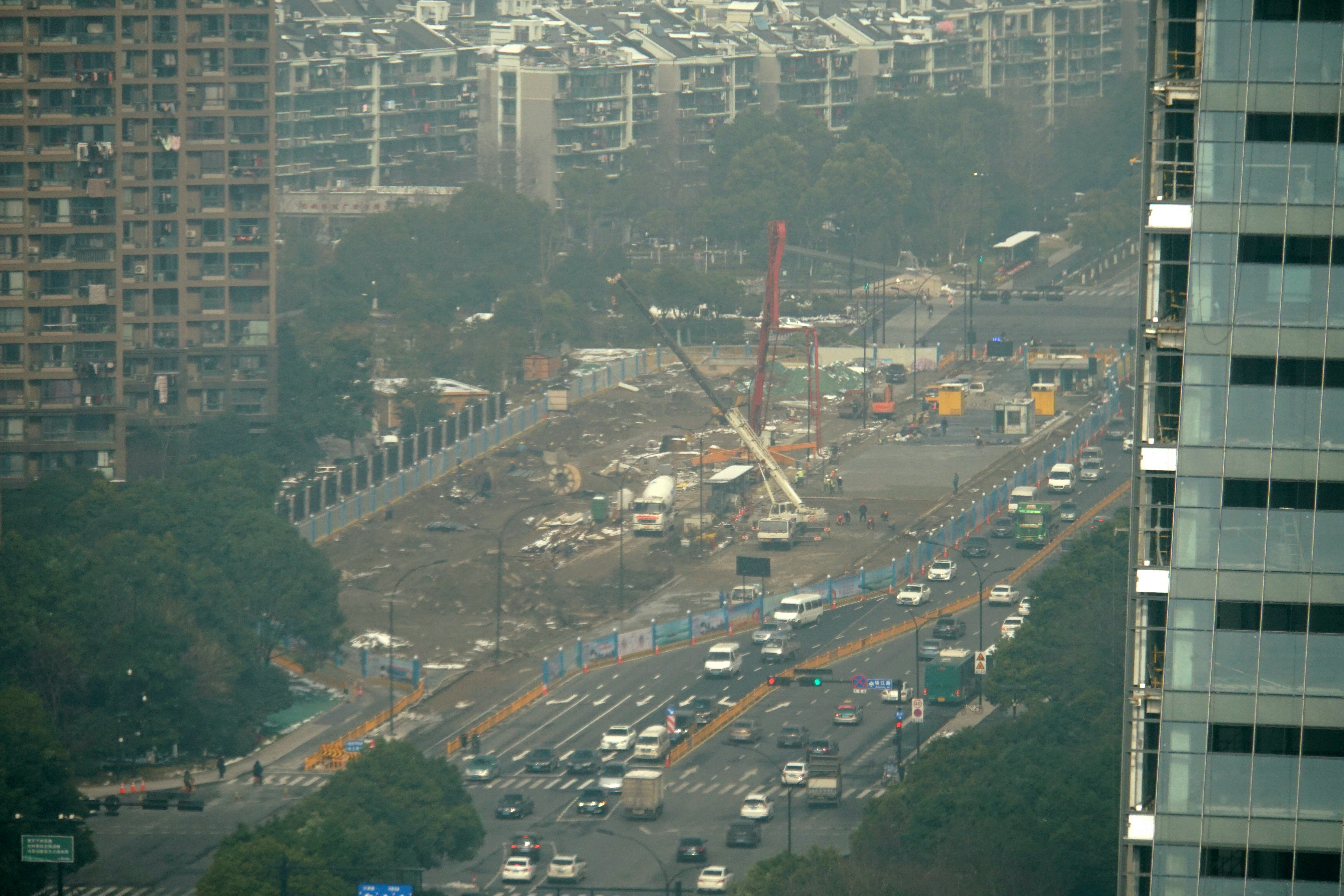
钱江路站建设工地，2018年2月

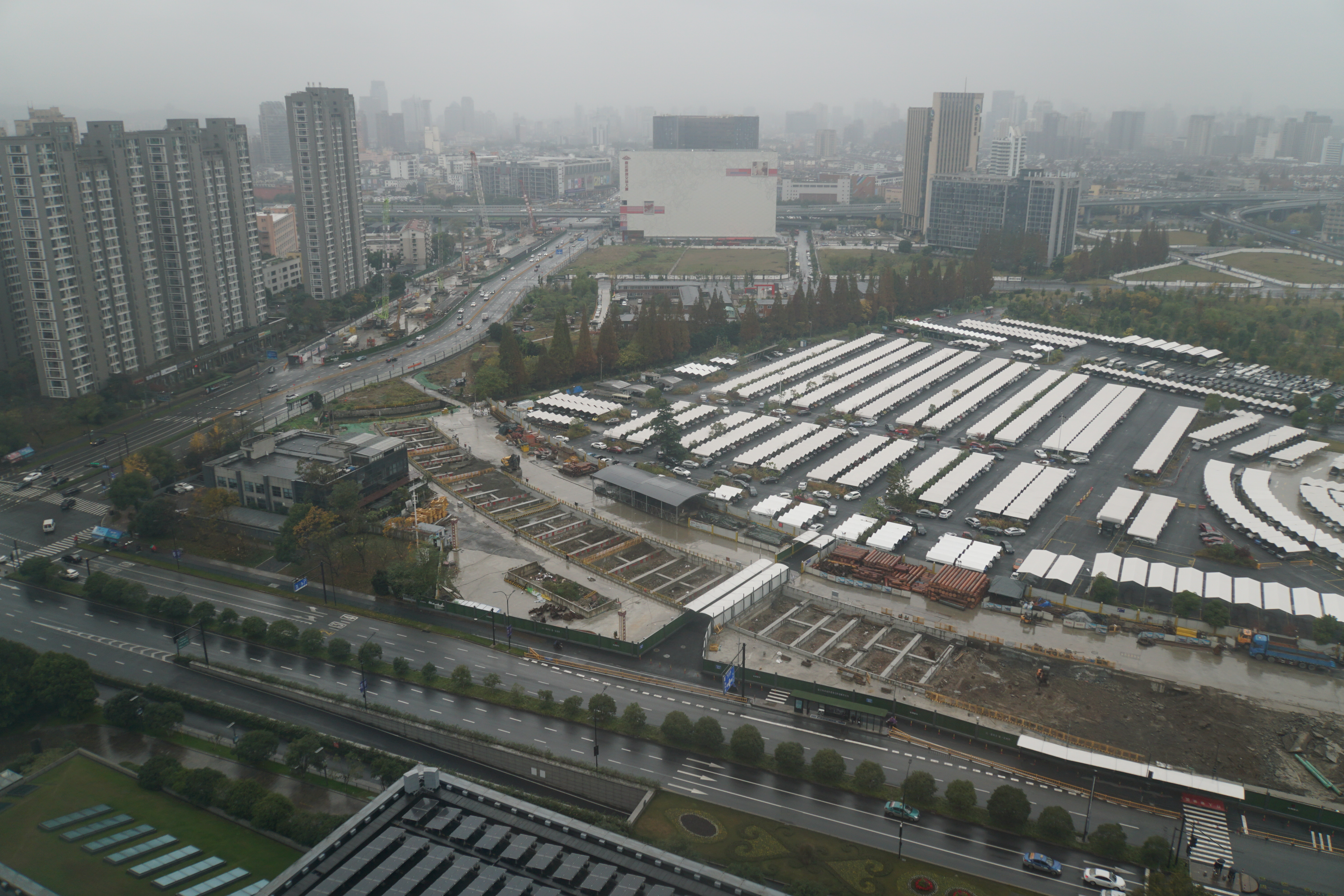
观音塘站及明挖区间，2018年12月

杭州地铁9号线是杭州地铁的一条地铁线路，标识色为■绛橙色。线路南起钱江新城核心区，沿钱塘江一直往北延伸，止于临平区的龙安站，远期或将继续西延至塘栖镇。该线将加强临平区与主城区的联系。
本线客运中心-临平区间于2012年11月24日作为1号线临平支线先行开通，后于2021年7月10日调整为9号线独立运营；北段临平（不含）-龙安区间于2021年9月17日开通；南段客运中心（不含）-观音塘区间于2022年4月1日开通。

## 线路走向
南段新建线路长10.85km，起自解放东路与秋涛路交口东侧的观音塘站（与7号线换乘），出站后线路由解放东路折转进入钱江路，并沿钱江路向东北方向地下敷设，于新业路交口设新业路站，于庆春东路交口西南侧设钱江路站（与2、4号线通道换乘），随后线路下穿庆春东路公路隧道于三新路交口设江河汇站，出站后线路下穿钱江东路运河大桥，于运河东路交口设三堡站（与6号线换乘），之后线路与钱江路隧道并行向北，下穿杭甬客专、浙赣铁路、钱江二桥后于御道路交口设御道站（与19号线换乘），出站后线路沿钱江东路继续向东北方向地下敷设，分别于规划同协南路、三官塘路、红普南路交口设五堡站（停车场出入段线接轨站）、六堡站、红普南路站，随后线路下穿引水河、和睦港后进入九睦路，于下沙路交口北侧设九睦路站，出站后线路上穿既有1号线右线区间，在1号线两线之间与1号线并行进入客运中心站，并在1号线两线内侧，与1号线同向同台换乘。向东驶出客运中心站后，向左上穿1号线左线区间后转弯向北，随后至德胜快速路北侧向上出地面，进入高架段。沿友爱路行驶，进入乔司南站，到石塘东路后，随后向左转弯至S101乔莫西路，沿S101乔莫西路行驶，进入乔司站，随后进入迎宾路，进入翁梅站。随后线路进入地下，于G104东西大道处向左转弯，在铁路临平南站处设临平南高铁站站，出站后上穿杭海城际双线轨道。接着线路沿北偏东方向行驶，在迎宾路汀城路交叉口设南苑站。随后线路沿迎宾路敷设，在迎宾路世纪大道交叉口设临平站。出站后线路沿迎宾路地下敷设，于木桥浜路与邱山大街交口北侧设邱山大街站，随后线路继续沿规划路向北，下穿武林社区后进入临平山范围，穿山后线路回到荷禹路，并沿荷禹路继续向北，分别于北沙西路、五洲路、宏达路交口设荷禹路站、五洲路站、龙安站。工程设停车场1处（四堡停车场），车辆段1处（昌达路车辆段）。

## 线路数据
- 营运里程：观音塘-龙安：29.476km
- 站数：21
- 轨距：1435mm
- 动力电源：1500V接触网供电
- 双线区间：全线
- 电气化区间：全线
- 地下区间：观音塘-客运中心北、临平南高铁站南—龙安。
- 高架区间：乔司南站南—翁梅北。
- 最长区间：客运中心-乔司南，长2512m。[5]
- 最短区间：新业路-钱江路，643m。
- 车辆基地：四堡停车场、昌达路车辆段。

## 车站信息
| 区段           | 站名         | 换乘路线        | 所在地 | 站台形式       | 启用日期                                                   |
| -------------- | ------------ | --------------- | ------ | -------------- | ---------------------------------------------------------- |
| 一期南段       | 观音塘       | █ 7号线         | 上城区 | 地下二层双岛式 | 2022年4月1日                                               |
| 一期南段       | 新业路       | —               | 上城区 | 地下二层岛式   | 2022年4月1日                                               |
| 一期南段       | 钱江路       | █ 2号线 █ 4号线 | 上城区 | 地下三层侧式   | 2022年4月1日                                               |
| 一期南段       | 江河汇       | —               | 上城区 | 地下二层岛式   | 2022年4月1日                                               |
| 一期南段       | 三堡         | █ 6号线         | 上城区 | 地下二层岛式   | 2022年4月1日                                               |
| 一期南段       | 御道         | █ 19号线        | 上城区 | 地下二层岛式   | 2022年4月1日                                               |
| 一期南段       | 五堡         | —               | 上城区 | 地下二层岛式   | 2022年12月14日                                             |
| 一期南段       | 六堡         | —               | 上城区 | 地下二层岛式   | 2022年12月14日                                             |
| 一期南段       | 红普南路     | —               | 上城区 | 地下二层岛式   | 2022年4月1日                                               |
| 一期南段       | 九睦路       | —               | 上城区 | 地下二层岛式   | 2022年4月1日                                               |
| 原一号线临平段 | 客运中心     | █ 1号线         | 上城区 | 地下二层双岛式 | 2012年11月24日 █ 1号线临平段开通 2021年7月10日 调整为9号线 |
| 原一号线临平段 | 乔司南       | —               | 临平区 | 高架三层侧式   | 2012年11月24日 █ 1号线临平段开通 2021年7月10日 调整为9号线 |
| 原一号线临平段 | 乔司         | —               | 临平区 | 高架三层侧式   | 2012年11月24日 █ 1号线临平段开通 2021年7月10日 调整为9号线 |
| 原一号线临平段 | 翁梅         | —               | 临平区 | 高架三层侧式   | 2012年11月24日 █ 1号线临平段开通 2021年7月10日 调整为9号线 |
| 原一号线临平段 | 临平南高铁站 | █ 杭海城际      | 临平区 | 地下二层岛式   | 2012年11月24日 █ 1号线临平段开通 2021年7月10日 调整为9号线 |
| 原一号线临平段 | 南苑         | —               | 临平区 | 地下二层岛式   | 2012年11月24日 █ 1号线临平段开通 2021年7月10日 调整为9号线 |
| 原一号线临平段 | 临平         | █ 3号线         | 临平区 | 地下二层岛式   | 2012年11月24日 █ 1号线临平段开通 2021年7月10日 调整为9号线 |
| 一期北段       | 邱山大街     | —               | 临平区 | 地下二层岛式   | 2021年9月17日                                              |
| 一期北段       | 荷禹路       | —               | 临平区 | 地下二层岛式   | 2021年9月17日                                              |
| 一期北段       | 五洲路       | —               | 临平区 | 地下二层岛式   | 2021年9月17日                                              |
| 一期北段       | 龙安         | —               | 临平区 | 地下二层岛式   | 2021年9月17日                                              |
| 二期           | 康信路       | —               | 临平区 | 地下二层岛式   | 在建                                                       |
| 二期           | 兴元路       | —               | 临平区 | 地下二层岛式   | 在建                                                       |
| 二期           | 康泰路       | —               | 临平区 | 地下二层岛式   | 在建                                                       |
| 二期           | 星河北路     | —               | 临平区 | 地下二层岛式   | 在建                                                       |
| 二期           | 兴盛路       | —               | 临平区 | 地下二层岛式   | 在建                                                       |
| 二期           | 兴超路       | —               | 临平区 | 地下二层岛式   | 在建                                                       |
| 二期           | 塘栖         | —               | 临平区 | 地下二层岛式   | 在建                                                       |

## 设计
9号线以“城市不止一面”为文化主题，强调“稳重、优雅、简洁、现代、生态”的空间设计，力求以现代时尚的空间感受配合局部的艺术化设计，营造杭州历史文化名城优雅细腻的空间氛围。
特色装饰车站：观音塘、新业路、钱江路、江河汇、三堡、御道、五堡、六堡、红普南路。
- 9号线的标准站提取钱塘江潮水的动态曲线结合科技灯光塑造出现代、简洁、大气的地铁空间效果，图为九睦路站
- 新业路站以传统的竹元素为装饰
- 钱江路站以灰色基底配点状灯饰体现城市夜景风貌
- 江河汇站运用现代材料对柴塘及鱼鳞石塘造型进行新的诠释
- 御道站以灯光的串联展现空铁枢纽运作轨迹
- 五堡站以平行布置的亚克力板及多种花色石材，表达汇聚与城市万象的含义。
- 六堡站设计提取了“0和1”这两个计算机语言元素进行汇编组合，体现数字化城市新生态的未来。

## 使用列车
- 厂商型号：杭州地铁PM145型地铁列车
- 列车整体设计： 中国 中车南京浦镇车辆有限公司
- 制造厂商：中车南京浦镇车辆有限公司，杭州中车车辆有限公司
- 制造年份：2020 ~ 2022
- 外观特征：列车采用鼓形车体设计，以黑、白、褐为主色调，侧边顶部和中部各有一条褐色的细色带；车头顶部设有行车记录摄像头，不设LED方向幕。
- 车体材质：铝合金车体
- 列车编组：6节B2型编组（4M2T，Tc+Mp+M+M+Mp+Tc）
- 车体尺寸：长：19.52 m × 宽：2.88 m × 高：3.8 m
- 车门宽度：1.4 m
- 供电制式：架空接触网供电，DC 1500 V
- 最高运营速度：80 km/h
- 额定载客量：1436人
- 极限载客量：2034人
- 电气牵引系统：
  - 中车永济电机制 YJ-260 系列鼠笼式三相异步交流牵引电动机（额定功率：190 kW，4×4台）
  - 株洲中车时代电气制 t Power-TN3 (UR1/JP43) 型 IGBT-VVVF（1C4M1群方式控制，4组）
  - 株洲中车时代电气制未知型号 IGBT-SIV（2台）
- 转向架：中车南京浦镇车辆制 PW-80E-Ⅱ 型无摇枕式空气弹簧转向架（6×2台）
- 车辆总数：共31列，合计186辆；其中8列以1号线三期列车名义购买[6]。

- 停放于杭州中车车辆厂区内的PM145型列车
- PM145型列车外观
- PM145型列车车门上方的LCD屏幕动态线路图